# Michael Galitzen
Michael Galitzen, né le 6 septembre 1909 à Los Angeles et mort le 9 juin 1959 dans la même ville, est un plongeur américain.

## Biographie
Aux Jeux olympiques d'été de 1928 à Amsterdam, Michael Galitzen remporte la médaille d'argent au tremplin à 3 mètres ainsi que la médaille de bronze à la plate-forme 10 mètres. Quatre ans plus tard, lors des Jeux olympiques d'été de 1932 à Los Angeles, il remporte le titre olympique au tremplin à 3 mètres ainsi que la médaille d'argent à la plate-forme 10 mètres.